# Pantheinae
Sous-famille
Synonymes
- famille Pantheidae (préféré par BioLib)[2]

Les Pantheinae sont une sous-famille de lépidoptères nocturnes de la famille des Noctuidae.

## Taxonomie
Certaines classifications traitaient auparavant ce taxon comme une famille à part entière, sous le nom de Pantheidae,.

## Liste des genres
Selon BioLib (19 novembre 2022) :
- Anabelcia Behounek & Kononenko, 2012
- Anacronicta Warren, 1909
- Anepholcia Prout, 1924
- Bathyra Walker, 1865
- Brandtina Bytinski-Salz & Brandt, 1937
- Charadra Walker, 1865
- Chrisotea Behounek, Han & Kononenko, 2015
- Cicadoforma Martinez, 2020
- Cicadomorphus Martinez, 2020
- Colocasia Ochsenheimer, 1816 - présent en Europe
- Gaujonia Dognin, 1891
- Gaujoptera Martinez, 2020
- Lafontaineana Martinez, 2021
- Lichnoptera Herrich-Schäffer, 1856
- Meleneta J. B. Smith, 1908
- Millerana Martinez, 2020
- Mooreia Behounek, Han & Kononenko, 2016
- Oculicattus Martinez, 2020
- Panthauma Staudinger, 1892
- Panthea Hübner, 1820 - présent en Europe
- Pantheaforma Behounek, H.L. Han & Kononenko, 2015
- Pantheana Hreblay, 1998
- Pseudopanthea McDunnough, 1942
- Trichosea Grote, 1875 - présent en Europe
- Trisuloides Butler, 1881
- Viridistria Behounek & Kononenko, 2012
- Xanthomantis Warren in Seitz, 1909
- Xizanga

## Publication originale
- (en) John Bernhardt Smith et Harrison Gray Dyar, « Contributions toward a monograph of the lepidopterous family Noctuidae of boreal North America. A revision of the species of Acronycta (Ochsenheimer) and of certain allied genera », Proceedings of the United States National Museum, Washington, Inconnu, vol. 21, no 1140,‎ 1898, p. 1–194 (ISSN 0096-3801 et 2377-6560, OCLC 1259735, DOI 10.5479/SI.00963801.21-1140.1, lire en ligne).